# Kohei Usui
Kohei Usui (臼井 幸平 Usui Kohei?), född 16 juli 1979 i Kanagawa prefektur, är en japansk före detta fotbollsspelare.
Usui började sin karriär 1998 i Shonan Bellmare (Shonan Bellmare). Efter Shonan Bellmare spelade han för Yokohama FC, Montedio Yamagata och Tochigi SC. Han avslutade karriären 2012.